# Charmaine Gilgeous
Charmaine Gilgeous (sinh ngày 17 tháng 12 năm 1971) là một vận động viên chạy nước rút người Antigua và Barbuda. Cô đã thi đấu ở nội dung 400 mét nữ tại Thế vận hội Mùa hè 1992. Cô là mẹ của cầu thủ Oklahoma City Thunder, Shai Gilgeous-Alexander.